# 佩贝
佩贝（法語：Pébées，法語發音：[pebe]）是法国热尔省的一个市镇，属于欧什区。

## 地理
佩贝（43°27'35"N, 1°1'34"E）面积4.05 平方千米，位于法国奧克西塔尼大區热尔省，该省份为法国西南部内陆省份，北起顺时针与洛特-加龙省、塔恩-加龙省、上加龙省、上比利牛斯省、大西洋比利牛斯省和朗德省接壤。
与佩贝接壤的市镇（或旧市镇、城区）包括：萨维尼亚克-莫纳、拉阿日、蒙格拉斯、萨博内尔、蒙布朗、圣卢布。

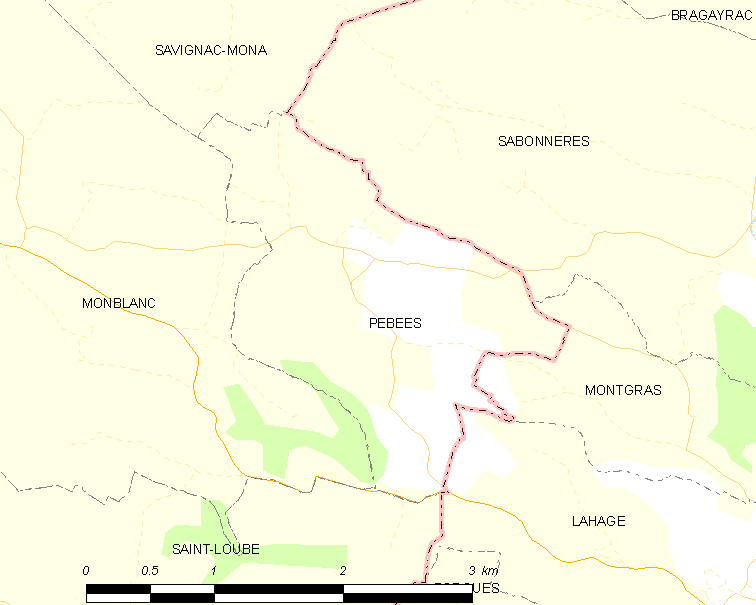
佩贝的OSM定位图

佩贝的时区为UTC+01:00、UTC+02:00（夏令时）。

## 行政
佩贝的邮政编码为32130，INSEE市镇编码为32308。

## 政治
佩贝所属的省级选区为萨沃河谷县。

## 人口

1962-2008年间佩贝人口变化图示

佩贝于2022年1月1日时的人口数量为100人。